# Aimon de Genève
Pour les articles homonymes, voir Aymon de Genève.
Aimon de Genève, mort le 1er mars 1263, est un prélat, évêque de Viviers du XIIIe siècle, issu de la maison de Genève.

## Biographie

### Origines
Aimon ou Aymon est le fils du comte de Genève Guillaume II et de son épouse Alice (v. 1195-1256), fille de Albert II de La Tour du Pin, issu de la puissante famille de La Tour du Pin originaire du Dauphiné,. Toutefois, l'historien Matthieu de La Corbière considère qu'Alice pourrait être issue de la famille de Faucigny. Le couple a « sept fils vivants [...] et au moins une fille ».
Il a donc pour frère Rodolphe ou Raoul (1220 - 1265), qui succède à leur père à la tête du comté, Amédée, évêque de Die (1245-1276), Henri (1230 - 1273), Robert, évêque de Genève (1276-1287), Gui, Guy ou Guigues († 1291), évêque de Langres (1266-1291), qui fut conseiller des rois de France Philippe III et Philippe le Bel, ainsi que Agathe, abbesse de Sainte-Catherine du Mont,,.
Aimon de Genève est présent auprès du roi d'Angleterre, lorsque celui-ci est en Guyenne en 1242, avec son frère Amédée.

### Carrière ecclésiastique
Aimon de Genève est mentionné comme chantre de Genève et chanoine de Lausanne, en 1248 puis prévôt de Lausanne en 1251, tout comme son frère Amédée,. Il est toujours chantre de Genève en 1252, dans un acte de confirmation de donation où sont mentionnés ses parents et frères,, et un autre de 1253, associé à son frère aîné devenu comte.
Il se trouve, au mois de juillet 1254, sur le chemin du retour de saint Louis qui se rend au Puy.
Il est élu évêque de Viviers en février 1255,,, à la demande du pape Alexandre IV auprès de l'archevêque de Vienne, « non obstante quod idem cantor non est in sacris ordinibus constitutus »,. Le sacre semble avoir été différé puisqu'au mois de juin, il est toujours désigné comme évêque élu lorsqu'une assemblée est réunie afin de mettre fin entre aux tensions opposant l'Église de Viviers aux comtes de Toulouse.
Durant son ministère, il a tenté de résister à l'accroissement du pouvoir royal de la maison capétienne, en vain. 
Il est en conflit à propos d'une place acheté à la famille de Châteauneuf, la forteresse de Montpensier, avec le comte de Valentinois Aymar III de Poitiers-Valentinois, l'obligeant à demander de aide à son frère, Amédée, évêque de Die,,. L'intervention de son frère oblige le comte a se retirer,. Ce conflit appauvri le trésor de Viviers et Aimon ne peut rembourser les indemnités promises à son frère. Il laisse ses dettes à son successeur.

### Mort et succession
Selon la Gallia Christiana, il serait mort le 1er mars 1263,,.
Selon Jules Chevalier, « Par son testament, il disposait d'une somme de cinq cents livres viennoises, dont les chanoines de Viviers lui étaient redevables », Son frère, Amédée, est son exécuteur testamentaire. Ce dernier fait occuper la place de Montpensier en payement de la dette de son frère,. Les chanoines s'opposent à cette occupation mais ils sont contraints à payer à l'évêque de Die « les seize mille sous viennois qu'ils lui devaient »,.
Hugues de La Tour du Pin est son successeur.